# Gle Simpang Igueh
Gle Simpang Igueh är ett berg i Indonesien.   Det ligger i provinsen Aceh, i den västra delen av landet, 1 800 km nordväst om huvudstaden Jakarta. Toppen på Gle Simpang Igueh är 99 meter över havet.
Terrängen runt Gle Simpang Igueh är kuperad norrut, men söderut är den platt. Terrängen runt Gle Simpang Igueh sluttar söderut.Runt Gle Simpang Igueh är det mycket glesbefolkat, med 7 invånare per kvadratkilometer. I omgivningarna runt Gle Simpang Igueh växer i huvudsak städsegrön lövskog.